# Detarium beurmannianum
Detarium beurmannianum là một loài thực vật có hoa trong họ Đậu. Loài này được Schweinf. miêu tả khoa học đầu tiên.